# St. Martin (Leutenbach)

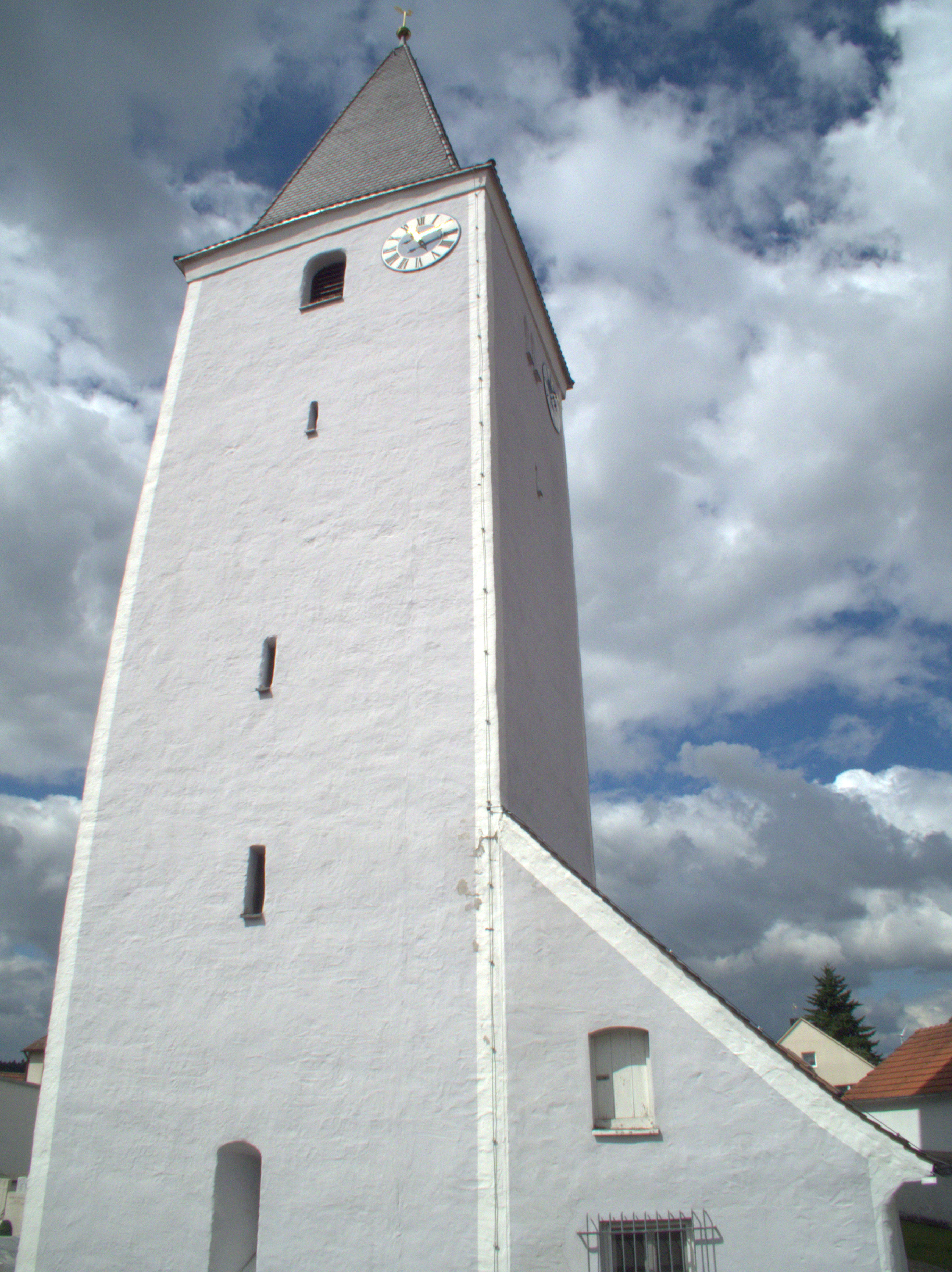
St. Martin (Leutenbach)

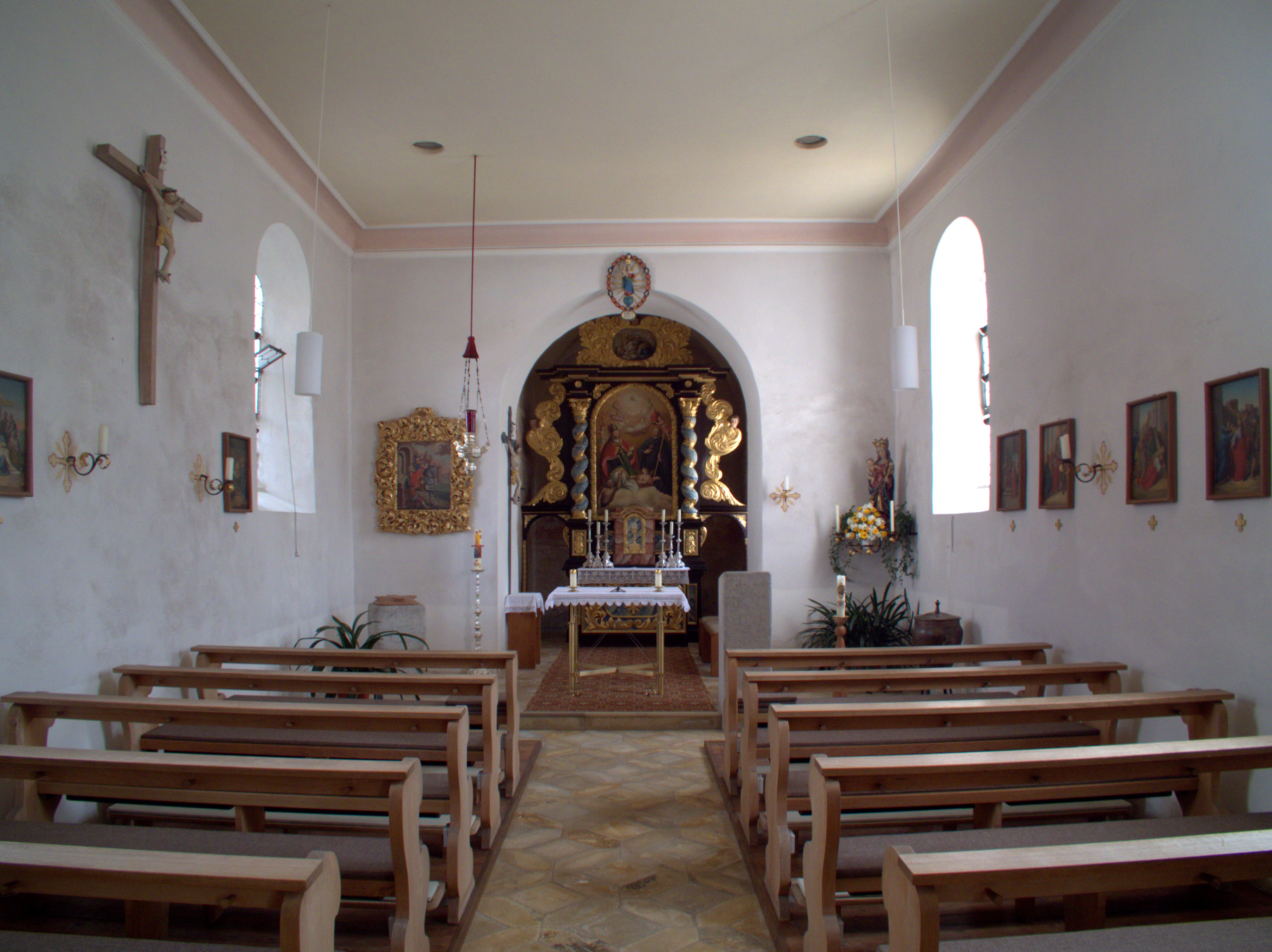
Innenraum

Die römisch-katholische, denkmalgeschützte Filialkirche St. Martin steht in Leutenbach, einem Gemeindeteil der Gemeinde Deining im Landkreis Neumarkt in der Oberpfalz. Die Pfarrei gehört zum Dekanat Neumarkt im Bistum Eichstätt. Das Bauwerk ist unter der Denkmalnummer D-3-73-119-28 als Baudenkmal in die Bayerische Denkmalliste eingetragen.

## Beschreibung
Die frühgotische Saalkirche stammt im Kern aus der zweiten Hälfte des 13. oder vom Anfang des 14. Jahrhunderts. Sie wurde später verändert. Ihr Langhaus wurde 1946 nach Westen verlängert und mit einem Anbau für das Portal versehen. Der Chorturm im Osten, der im oberen Bereich die Turmuhr und den Glockenstuhl beherbergt, ist mit einem Pyramidendach bedeckt. An seiner Nordwand befindet sich die Sakristei unter einem Pultdach.
Die Flachdecke im Innenraum des Langhauses wurde 1948 mit Fresken versehen. An den Wänden des Innenraums des Chors im Erdgeschoss des Chorturms, der mit einem Kreuzgratgewölbe überspannt ist, befinden sich spätgotische Fresken mit Passionsdarstellungen, die erst 1961/62 freigelegt wurden. Das Altarretabel des Hochaltars mit der Darstellung des heiligen Martin wurde am Ende des 19. Jahrhunderts erneuert. Die Orgel auf der Empore wurde 2007 von Mathis Orgelbau errichtet.